# Tüdőtömlő
A tüdőtömlő egy elsősorban a középkorban használt kínzó-, illetve vallatóeszköz volt.
Az eszköz a kovácsműhelyekben használt fújtató egy speciális változata volt. A szerkezetből egy cső vezetett ki, melyet a célszemély szájába nyomtak. A felső légutakat elzárták, jellemzően agyaggal. A műveletet szakképzett hóhér végezte, aki az elítélt mellkasának körfogatától és testének méreteitől függően határozta meg a tüdőbe juttatott levegőmennyiséget oly módon, hogy annak mennyisége erősen feszítő érzést keltsen, de a tüdő még ne hasadjon szét.
A túl nagy mennyiségű levegő a tüdő hörgőcskéit roncsolta, ezáltal erős fájdalmat okozott. Ha szakképzetlen hóhér végezte a tüdő tömlőzését, vagy rosszul határozta meg az alkalmazandó levegő mennyiségét, akkor a tüdő a nagy nyomás hatására széthasadt, és összeomlott az áldozat légzése. A légmell eme kialakulását a megkínzott hosszan elnyújtott haláltusája követte.
A tüdőtömlőt egyes esetekben a végbélbe vezették, minek következtében a has hatalmasra dagadt, az áldozat belei felpuffadtak.
A tüdőtömlő használata után maradandó sérülések érték a megkínzottat, mely sohasem gyógyult be, így minden levegővételnél fájdalmat okozott.